# Santiago Malano
Santiago Malano (Mercedes, 29 gennaio 1987) è un ex calciatore argentino, di ruolo attaccante.

## Carriera
Ha giocato nella massima serie dei campionati argentino, colombiano, cileno e maltese.

## Palmarès

### Club

#### Competizioni nazionali
- Supercoppa di Malta: 2

Valletta: 2016, 2018
- Campionato maltese: 2

Valletta: 2017-2018, 2018-2019
- Coppa di Malta: 1

Valletta: 2017-2018